# Agrotis bimaculata
Agrotis bimaculata är en fjärilsart som beskrevs av Geoffroy 1785. Agrotis bimaculata ingår i släktet Agrotis och familjen nattflyn. Inga underarter finns listade i Catalogue of Life.